# Platysenta charada
Platysenta charada là một loài bướm đêm trong họ Noctuidae.